# Dalia Asanavičiūtė
Dalia Asanavičiūtė (* 5. September 1975 in  Vilnius) ist eine litauische konservative Politikerin, Mitglied des Seimas.

## Leben
Nach dem Abitur 1993 an der 7. Mittelschule Vilnius in Žirmūnai schloss Dalia Asanavičiūtė von 1993 bis 1996 das Studium der Näherei-Konstruktion an der Schule für Leichtindustrie (jetzt Kolleg Vilnius) und 2010 das Masterstudium der Wirtschaftswissenschaften an der Technischen Universität  in der litauischen Hauptstadt Vilnius ab.
Von 2006 bis 2007 war sie Verkauf-Projektleiter des Einkaufszentrums Senukai UAB, von 2007 bis 2009 Projektleiterin im Unternehmen UAB MC Servise und
von 2012 bis 2013 beim Unternehmen  Quality development UAB.
Von 2013 bis 2016 war sie Leiterin der Verkaufs- und Marketingabteilung beim britischen Unternehmen Lituanica UK Ltd und von 2016 bis 2018 bei Amber Food Plus Ltd.
Von 2018 bis 2020 arbeitete sie als Niederlassungsleiterin bei Dziugas UK Ltd.  Im November 2020 wurde sie zum Mitglied des Seimas der Republik Litauen. Sie ist Mitglied des Europaausschusses und war Mitglied des Bildungsausschusses.
Dalia Asanavičiūtė ist Mitglied der Partei  TS-LKD.